# 청주시
청주시(淸州市)는 대한민국 충청북도 중서부에 있는 시이자 충청북도청 소재지이다. 2014년 7월 1일 구 청주시와 청원군이 통합되어 생긴 도농복합시이다. 남쪽으로 대전광역시, 서쪽으로 세종특별자치시, 서쪽으로는 충청남도 천안시, 북쪽으로 충청북도 진천군, 북동쪽으로 증평군, 동쪽으로 괴산군, 남동쪽으로 보은군과 접한다.
시청 소재지는 상당구 북문로3가이고, 4개의 일반구가 설치되어 3읍 10면 30행정동 82법정동을 관할하는 도농통합시이다. 도심을 남북으로 흐르는 무심천과 직지대로의 흥덕대교를 十자 경계로 남동부는 상당구, 북동부는 청원구, 남서부는 서원구, 북서부는 흥덕구다.

## 역사

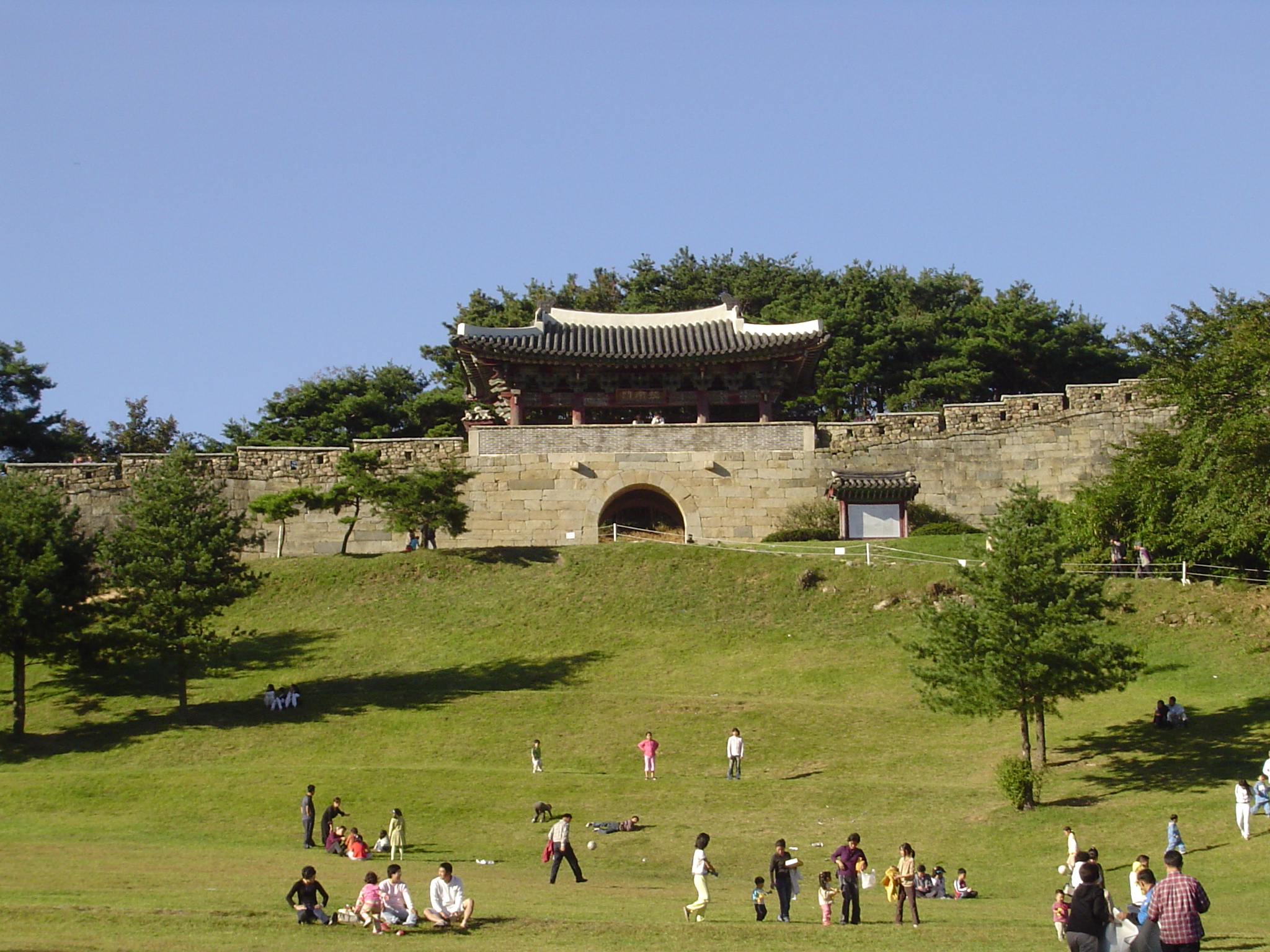
상당산성

삼한시대 마한의 땅이었다. 백제시대에 상당현(낭비성 또는 낭자곡)이라 칭해졌다. 신라 통일 후 5소경 중의 하나인 서원경으로 승격되었다.
940년(고려 태조 23년) 청주로 개명되었다. 1377년(고려 우왕 3년) 청주 흥덕사에서 세계 최고(最古) 금속활자본인 직지심체요절(直指心體要節)이 간행됐다.
| Daedongyeojido (Gyujanggak) 15-04.jpg | Daedongyeojido (Gyujanggak) 15-03.jpg |
| Daedongyeojido (Gyujanggak) 16-04.jpg | Daedongyeojido (Gyujanggak) 16-03.jpg |

1908년 충청북도 관찰사가 충주에서 청주로 이전되었다. 1914년 일제에 의해 청주군과 문의군이 '청주군'으로 통합되었다. 1920년 충북선 개통되었다. 1946년 재조선미육군사령부군정청에 의해 청주읍이 청주부로 승격되면서 청주군에서 분리되었고, 청주군은 청원군으로 개칭되었다. 1949년 청주부가 청주시로 개칭되었다. 행정동 분동, 청원군 편입 등을 거쳐 1989년 7월 2개의 출장소(동부·서부)가 설치됐고, 1995년 1월엔 출장소가 구(동부→상당, 서부→흥덕)로 승격되었다. 2012년 6월 주민 투표를 통해 청주시·청원군 통합이 확정되어 2014년 7월 1일 3읍 10면 30동을 관할하는 도농복합시로 출범하였다.

### 연혁
- 삼한시대 마한
- 백제시대 상당현(上黨縣)
- 685년 서원소경(西原小京) 설치
- 757년 서원경(西原京)으로 승격
- 940년 청주(淸州)로 지명 변경
- 983년(고려 성종 2년) 처음으로 십이목(十二牧)을 두었을 때 청주목(淸州牧)이 되었다.
- 1895년 공주부 관할의 청주군
- 1906년 관찰사가 충주에서 청주로 이전
- 1914년 4월 1일 청주군, 문의군을 청주군으로 통폐합하였다.[4] 충청남도 대전군 구즉면 일부를 청주군에 편입하였고, 이 과정에서 산하의 면들이 대거 합병되고 청천면은 괴산군으로 넘어갔다.
- 1931년 청주면(淸州面)이 청주읍(淸州邑)으로 승격[5]
- 1946년 6월 1일 청주읍(淸州邑)이 청주부(淸州府)로 승격하고, 청주군은 청원군으로 개칭[6]
- 1949년 8월 15일: 청주부를 청주시(淸州市)로 개칭[7]
- 1963년 1월 1일: 청원군 사주면을 청주시에 편입[8]
- 1983년 2월 15일 청원군 강서면 일원, 낭성면 산성리, 강내면 석소리, 남일면 방서리가 청주시로 편입되었고, 청원군 문의면 죽암리를 현도면에, 북이면 학평리를 북일면에 편입하였다.[9] (14면)
- 1989년 7월 1일 청주시가 동부출장소·서부출장소를 설치
- 1990년 8월 1일 청원군 남일·남이·북일면 각 일부가 청주시로 편입되었다.[10][11] (14면)
- 1995년 1월 1일 청주시 동부출장소가 상당구로, 청주시 서부출장소가 흥덕구로 승격
- 2000년 1월 1일 청원군 북일면을 내수읍으로 승격하였다.[12] (1읍 13면)
- 2007년 1월 1일 청원군 오창면을 오창읍으로 승격하였다.[13] (2읍 12면)
- 2012년 1월 1일 청원군 강외면을 오송읍으로 승격하였다.[14] (3읍 11면)
- 2012년 7월 1일 청원군 부용면 9개리 중 8개리를 세종특별자치시로 편입하고[15], 남는 1개리(외천리)를 남이면에 편입하여 부용외천리로 개칭하였다.[16] (3읍 10면)
- 2014년 7월 1일 구 청주시를 청원군과 통합하여 구 청주시와 청원군을 폐지하고 도농통합시 청주시 설치. 서원구·청원구 설치 및 흥덕구, 상당구 행정구역 변경[17]

## 구 청주시-청원군통합
통합 시도는 지속적으로 있었다. 청원군 예산이 줄고 청주시 빚만 떠안는다거나, 세금이 대폭 오른다거나, 혐오시설이 집중적으로 들어온다거나, 대표적인 농업 브랜드 청원생명이 사라진다거나, 농촌지역 교육 혜택이 줄어든다거나 할 것이라는 우려를 하던 청원군이 반대하여 통합이 1994년부터 세 차례나 무산됐지만, 지자체는 주민 참여와 6·2 지방선거 과정의 공약을 토대로 양쪽 시·군민협의회가 시장·군수, 도지사와 논의를 거쳐 만든 ‘청원·청주 상생발전방안’을 통해 통합을 추진했다.2012년 6월 청원군 주민을 대상으로 발의된 주민투표에서 전체 유권자의 36.75%가 투표에 참여하였고, 총 투표자의 79%가 시·군 통합에 찬성하여 자치단체 통합이 확정되었다. 충청북도 청주시 설치 및 지원특례에 관한 법률 제2조에 따라, 2014년 7월 1일 구 청주시와 청원군이 폐지되고 통합 청주시가 출범하였다. 통합 이후 상당구, 흥덕구, 청원구, 서원구 총 4개의 일반구를 두고 있다. 그러나 통합 직후인 2015년 시의 CI를 교체하는 내용을 담은 '청주시 상징물 등 관리 조례 일부 개정안'을 놓고 시의회에서 여야가 첨예하게 맞서거나, 청주·청원 간의 인사나 민간단체 사이에 통합 갈등이 벌어진 사례가 있고, 이후에도 2매립장 조성사업 관련 사례 등의 갈등도 존재했다.

## 지리

### 지형

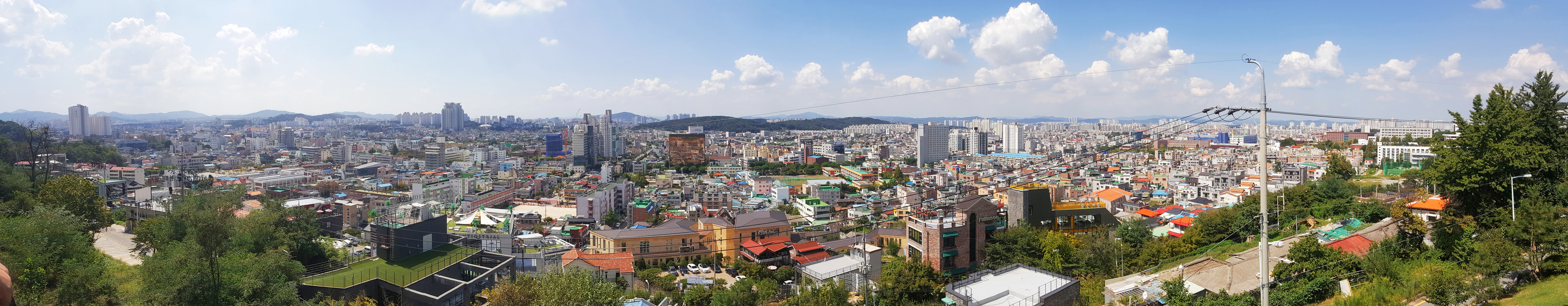
동측에서 본 청주시 전경

도시 중심부를 금강의 지류인 무심천이 남에서 북으로, 미호강이 동에서 서로 흐르고 이들은 흥덕구 문암동, 청원구 정하동과 오창읍을 두고 'T'자 형태로 합류한다. 또한 이들 하천의 여러 지류가 도시 곳곳을 흐른다.
동남부에는 구녀산, 양성산 등 높은 산들이 위치해있고 서쪽은 대체로 낮은 구릉이나 평지를 이루고 있다.

### 기후
청주시의 기후는 온난 습윤 기후와 냉대 동계 소우 기후 등 2가지의 기후가 혼재되어 있으며, 실질적으로는 Cwa보다는 Dwa에 해당되기도 한다.
| 청주기상지청 (청주시 흥덕구 복대동, 해발 58.7m)의 기후  | 청주기상지청 (청주시 흥덕구 복대동, 해발 58.7m)의 기후 | 청주기상지청 (청주시 흥덕구 복대동, 해발 58.7m)의 기후 | 청주기상지청 (청주시 흥덕구 복대동, 해발 58.7m)의 기후 | 청주기상지청 (청주시 흥덕구 복대동, 해발 58.7m)의 기후 | 청주기상지청 (청주시 흥덕구 복대동, 해발 58.7m)의 기후 | 청주기상지청 (청주시 흥덕구 복대동, 해발 58.7m)의 기후 | 청주기상지청 (청주시 흥덕구 복대동, 해발 58.7m)의 기후 | 청주기상지청 (청주시 흥덕구 복대동, 해발 58.7m)의 기후 | 청주기상지청 (청주시 흥덕구 복대동, 해발 58.7m)의 기후 | 청주기상지청 (청주시 흥덕구 복대동, 해발 58.7m)의 기후 | 청주기상지청 (청주시 흥덕구 복대동, 해발 58.7m)의 기후 | 청주기상지청 (청주시 흥덕구 복대동, 해발 58.7m)의 기후 | 청주기상지청 (청주시 흥덕구 복대동, 해발 58.7m)의 기후 |
| 월                                                      | 1월                                                    | 2월                                                    | 3월                                                    | 4월                                                    | 5월                                                    | 6월                                                    | 7월                                                    | 8월                                                    | 9월                                                    | 10월                                                   | 11월                                                   | 12월                                                   | 연간                                                   |
| ------------------------------------------------------- | ------------------------------------------------------ | ------------------------------------------------------ | ------------------------------------------------------ | ------------------------------------------------------ | ------------------------------------------------------ | ------------------------------------------------------ | ------------------------------------------------------ | ------------------------------------------------------ | ------------------------------------------------------ | ------------------------------------------------------ | ------------------------------------------------------ | ------------------------------------------------------ | ------------------------------------------------------ |
| 역대 최고 기온 °C (°F)                                  | 15.6 (60.1)                                            | 22.1 (71.8)                                            | 25.9 (78.6)                                            | 31.3 (88.3)                                            | 34.5 (94.1)                                            | 36.3 (97.3)                                            | 37.8 (100.0)                                           | 39.1 (102.4)                                           | 36.2 (97.2)                                            | 30.6 (87.1)                                            | 26.5 (79.7)                                            | 19.6 (67.3)                                            | 39.1 (102.4)                                           |
| 일평균 최고 기온 °C (°F)                                | 3.4 (38.1)                                             | 6.4 (43.5)                                             | 12.5 (54.5)                                            | 19.6 (67.3)                                            | 24.8 (76.6)                                            | 28.2 (82.8)                                            | 30.0 (86.0)                                            | 30.6 (87.1)                                            | 26.4 (79.5)                                            | 20.7 (69.3)                                            | 13.0 (55.4)                                            | 5.4 (41.7)                                             | 18.4 (65.1)                                            |
| 일일 평균 기온 °C (°F)                                  | −1.5 (29.3)                                            | 1.0 (33.8)                                             | 6.5 (43.7)                                             | 13.0 (55.4)                                            | 18.7 (65.7)                                            | 23.0 (73.4)                                            | 25.8 (78.4)                                            | 26.2 (79.2)                                            | 21.3 (70.3)                                            | 14.6 (58.3)                                            | 7.5 (45.5)                                             | 0.6 (33.1)                                             | 13.1 (55.6)                                            |
| 일평균 최저 기온 °C (°F)                                | −5.8 (21.6)                                            | −3.8 (25.2)                                            | 1.0 (33.8)                                             | 7.0 (44.6)                                             | 13.1 (55.6)                                            | 18.4 (65.1)                                            | 22.4 (72.3)                                            | 22.6 (72.7)                                            | 17.0 (62.6)                                            | 9.4 (48.9)                                             | 2.6 (36.7)                                             | −3.7 (25.3)                                            | 8.4 (47.1)                                             |
| 역대 최저 기온 °C (°F)                                  | −24.1 (−11.4)                                          | −26.4 (−15.5)                                          | −12.5 (9.5)                                            | −4.8 (23.4)                                            | 2.8 (37.0)                                             | 7.9 (46.2)                                             | 12.3 (54.1)                                            | 12.7 (54.9)                                            | 3.7 (38.7)                                             | −4.3 (24.3)                                            | −11.0 (12.2)                                           | −20.6 (−5.1)                                           | −26.4 (−15.5)                                          |
| 평균 강수량 mm (인치)                                   | 20.6 (0.81)                                            | 29.0 (1.14)                                            | 42.9 (1.69)                                            | 75.5 (2.97)                                            | 82.8 (3.26)                                            | 140.0 (5.51)                                           | 293.8 (11.57)                                          | 274.2 (10.80)                                          | 142.3 (5.60)                                           | 58.0 (2.28)                                            | 46.6 (1.83)                                            | 26.7 (1.05)                                            | 1,232.4 (48.52)                                        |
| 평균 강수일수 (≥ 0.1 mm)                                | 7.2                                                    | 6.4                                                    | 7.8                                                    | 8.3                                                    | 8.1                                                    | 9.4                                                    | 15.7                                                   | 14.0                                                   | 8.7                                                    | 6.1                                                    | 8.7                                                    | 8.8                                                    | 109.2                                                  |
| 평균 강설일수                                           | 9.1                                                    | 5.5                                                    | 2.8                                                    | 0.3                                                    | 0.0                                                    | 0.0                                                    | 0.0                                                    | 0.0                                                    | 0.0                                                    | 0.1                                                    | 2.2                                                    | 8.5                                                    | 28.5                                                   |
| 평균 상대 습도 (%)                                      | 63.5                                                   | 58.6                                                   | 55.6                                                   | 53.4                                                   | 57.7                                                   | 64.5                                                   | 74.2                                                   | 73.1                                                   | 70.6                                                   | 66.8                                                   | 65.6                                                   | 64.9                                                   | 64.0                                                   |
| 평균 월간 일조시간                                      | 166.9                                                  | 176.9                                                  | 207.6                                                  | 220.0                                                  | 238.8                                                  | 196.5                                                  | 150.1                                                  | 173.1                                                  | 176.4                                                  | 204.1                                                  | 160.6                                                  | 161.0                                                  | 2,232                                                  |
| 출처: 기상청 (평년값: 1991년~2020년, 극값: 1967년~현재) |                                                        |                                                        |                                                        |                                                        |                                                        |                                                        |                                                        |                                                        |                                                        |                                                        |                                                        |                                                        |                                                        |

## 지질

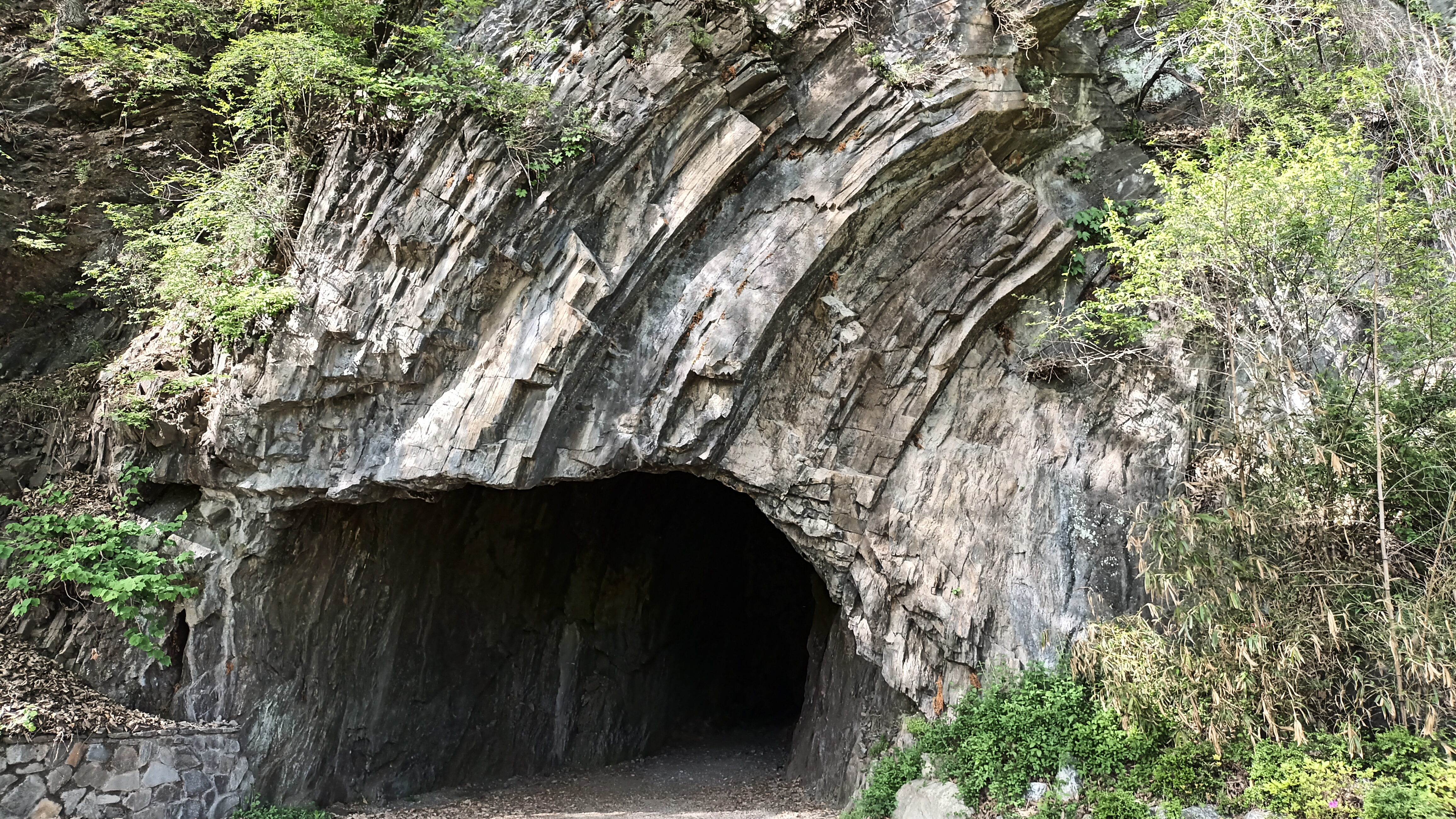
옥천 누층군 창리층에 발달한 옥화9경 청석굴 동굴 전경

## 행정 구역

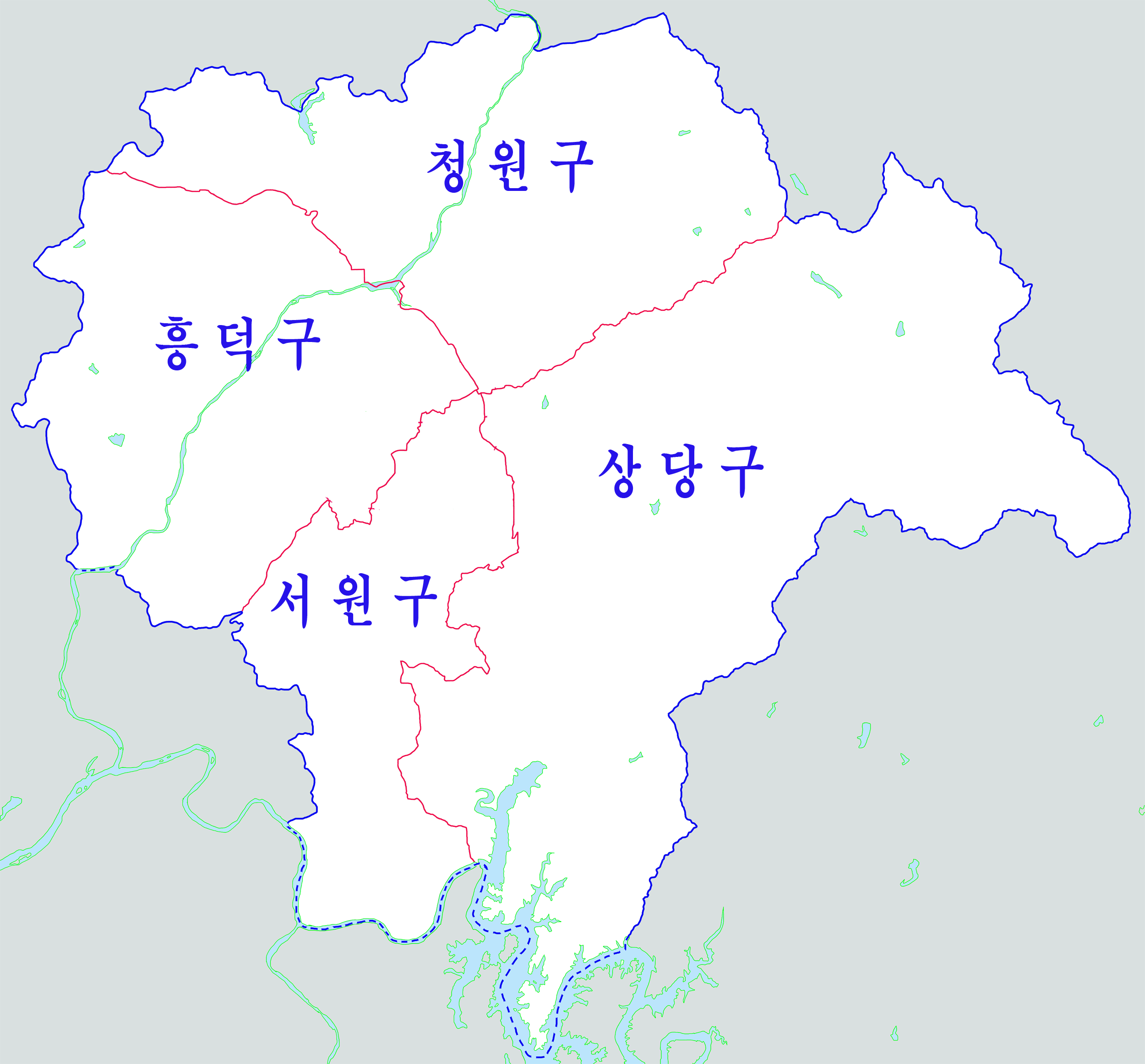
청주시 행정지도

1946년 6월 1일 청주군 청주읍이 청주부로 승격하였고, 청주군은 청원군으로 개칭되었다. 1949년 8월 15일 청주부가 청주시로 개칭되었다.
도농 통합 이전 청주시 면적은 2012년 기준 153.45km2으로, 그 중 상당구가 69.03 km2, 흥덕구는 84.42 km2였다. 행정구역은 2구 30동(82개 법정동)이었다. 통합 이전의 청주시 인구는 2014년 4월말을 기준으로 674,341명, 261,198세대이며, 그 중 상당구는 248,321명(전체인구의 37%), 흥덕구는 426,020명(전체인구의 63%)이다. 1963년과 1983년 청원군 일부가 청주시로 편입되어 전체면적이 8.4배 증가하였다. 2003년에는 대통대반제 시행으로 통반이 현저히 감소하였고, 2012년 말 기준 통반은 1,004개 통에 4,982개 반으로 구성되어 있다.
2014년 7월 1일 청원군과 통합하여 도농복합시가 되었으며, 흥덕구, 상당구, 청원구, 서원구가 새로 설치되어 행정구역이  4일반구 3읍, 10면, 30행정동, 82법정동이다.
2021년 5월말 주민등록 인구는 380,651세대, 846,291명이다.
| 일반구 | 한자   | 세대    | 인구    | 면적(km2) | 구     | 읍·면·동                   |
| ------ | ------ | ------- | ------- | --------- | ------ | -------------------------- |
| 상당구 | 上黨區 | 83,394  | 193,673 | 404.40    | 상당구 | 5면 8행정동 28법정동       |
| 서원구 | 西原區 | 88,082  | 193,630 | 122.63    | 서원구 | 2면 9행정동 10법정동       |
| 흥덕구 | 興德區 | 121,161 | 265,316 | 198.34    | 흥덕구 | 1읍 2면 8행정동 33법정동   |
| 청원구 | 淸原區 | 88,014  | 193,672 | 214.96    | 청원구 | 2읍 1면 5행정동 14법정동   |
| 총합계 | 총합계 | 380,651 | 846,691 | 940.33    | 4구    | 3읍 10면 30행정동 82법정동 |

## 청사

### 시청
- 현재 청주시청은 임시청사이다. 충청북도 청주시 상당구 성안동에 위치해 있다.

### 구청
청원군과의 통합 이후 상당구청은 청원군의 군청 건물을 사용했다. 또한 기존의 흥덕구청이 대농지구 신축 건물로 각각 이전해 임시 청사로 사용했다. 서원구청과 청원구청이 새로 신설되었고, 각각 이전된 흥덕구청과 상당구청의 건물을 사용한다. 상당구청은 상당구 남일면 효촌리에 신설하였고 흥덕구청은 흥덕구 강내면 사인리에 신설하였다.

## 국회의원
제21대 국회의원
- 상당구 - 정우택 (국민의힘)
- 서원구 - 이장섭 (더불어민주당)
- 흥덕구 - 도종환 (더불어민주당)
- 청원구 - 변재일 (더불어민주당)

## 경제

### 농업
1980년대 이후로 2차 산업과 3차 산업이 증가하면서, 농업은 계속 감소하는 추세이다. 경지면적의 대부분이 논이며, 벼농사가 대부분을 차지한다.

### 공업
흥덕구 송정동에 위치한 청주산업단지가 1969년 착공된 이래 5차례에 걸쳐 단계적으로 개발되었다. 오창읍에는 오창과학산업단지, 오송읍에는 오송생명과학단지가 조성되었다. 특정 업종에 특화되지 않아 여러 종류의 경공업 업종이 혼재되어 약 200여 개의 크고 작은 업체들이 입주해 있다. 주로 섬유·도자기·가전제품 등을 생산해 수출하고 있다. 청주에 공장을 두고 있는 주요 기업으로는 SK하이닉스, SK이노베이션, 삼성SDI, 매그나칩반도체,  LG전자, LG화학, LG생활건강, LS산전, 셀트리온, 한국도자기, 동원F&B, 롯데웰푸드, SPC삼립, 정식품, 하이트진로, 유한양행, 심텍, 조광피혁, 한국야금, 해태제과, 동아오츠카, 깨끗한나라, 오리온 등이 있다.

### 상업

#### 성안길
성안길은 지하상가에서 육거리시장으로 이어지는 청주시의 대표적인 번화가로, 행정구역상으로는 상당구 북문로1가 사직대로에서 석교동 청남로 사이에 걸쳐 있다. 사직대로와 교차하는 대현프리몰 입구에서 시작하여 남쪽으로 서문로, 율곡로, 서문1로, 남사로, 남문길, 가구점길, 망선로, 은행나무길, 석교로, 석교2로, 새벽시장길과 교차하며 내려오다 청남교 사거리에서 멈춘다.

#### 재래시장
- 청주육거리시장 (상당구 석교동)
- 농수산물도매시장 (흥덕구 봉명동)
- 가경터미널시장 (흥덕구 가경동)
- 북부시장 (청원구 우암동)
- 복대가경시장 (흥덕구 복대동)
- 복대시장 (흥덕구 복대동)
- 서문시장 (상당구 서문동)
- 중앙시장 (상당구 북문로2가)
- 내덕자연시장 (청원구 내덕동)
- 사직시장 (서원구 사직동)
- 사창시장 (서원구 사창동)
- 수곡시장 (서원구 수곡동)
- 원마루시장 (서원구 분평동)
- 직지시장(구, 운천시장) (흥덕구 봉명동)

#### 백화점·대형아울렛
- 현대백화점 충청점 (흥덕구 복대동)
- NC백화점 청주점 (흥덕구 가경동)
- 롯데아울렛 청주점 (흥덕구 비하동)
- 메가폴리스 (흥덕구 가경동)
- 파비뇽 프리미엄아울렛 청주점 (흥덕구 봉명동)

#### 대형 마트
- 이마트: 청주점 (서원구 미평동)
- 롯데마트: 청주점(흥덕구 가경동), 상당점 (상당구 용암동), 서청주점 (흥덕구 비하동)
- 홈플러스: 청주점 (흥덕구 가경동), 청주성안점 (상당구 서문동), 동청주점 (청원구 율량동), 오창점 (청원구 오창읍)
- 하나로마트: 청주점 (상당구 방서동), 청주오송점 (흥덕구 오송읍), 청주오창점 (청원구 오창읍)

## 교육

### 고등 교육기관

#### 국립대학
- 충북대학교 개신캠퍼스, 오창캠퍼스, 오송캠퍼스
- 한국교원대학교
- 청주교육대학교
- 한국방송통신대학교 충북지역대학
- 공군사관학교

#### 사립대학
- 가톨릭꽃동네대학교
- 서원대학교
- 청주대학교
- 고려대학교 세종캠퍼스 의생명공학원

#### 전문대학
- 한국폴리텍IV대학 청주캠퍼스
- 충북보건과학대학교
- 충북도립대학교 오송캠퍼스

### 도서관
- 충청북도교육도서관(구 충청북도중앙도서관) (서원구 사직동)
- 청주시립도서관 (상당구 용암동)(본관)
- 청주청원도서관 (청원구 사천동)
- 청주상당도서관 (상당구 수동)
- 청주목령도서관 (청원구 오창읍)
- 청주시립오송도서관 (흥덕구 오송읍)(본관)
- 청주서원도서관 (서원구 분평동)
- 청주흥덕도서관(흥덕구 복대동)
- 청주옥산도서관 (흥덕구 옥산면)
- 청주신율봉어린이도서관(흥덕구 복대동)
- 청주시립어린이도서관 (흥덕구 복대동)
- 청주강내도서관 (흥덕구 강내면)
- 오창호수도서관 (청원구 오창읍)
- 청주기적의도서관 (서원구 수곡동)
- 충청북도학생교육문화원 (청원구 주중동)
- 청주금빛도서관 (상당구 금천동)
- 청주가로수도서관 (흥덕구 가경동,2021년 예정)

## 문화·관광

### 미술관/박물관
- 국립청주박물관 (상당구 명암동)
- 청주고인쇄박물관, 근현대인쇄전시관 (흥덕구 운천동)
- 청주백제유물전시관 (흥덕구 신봉동)
- 공군사관학교 박물관 (상당구 남일면)
- 충북대학교 박물관 (서원구 개신동)
- 청주대학교 박물관 (청원구 내덕동)
- 국립현대미술관 청주관 (청원구 내덕동)
- 청주시립미술관 (서원구 사직2동)

### 공연 시설
- 청주예술의전당 (서원구 사직동)
- 청주아트홀 (구 청주시민회관) (서원구 사직동)
- 충청북도교육문화원 (청원구 주중동)
- 충북대학교 개신문화관 (서원구 개신동)
- SK하이닉스문화센터 아트홀 (흥덕구 향정동)
- 청주CJB미디어센터 (서원구 산남동)
- 석우문화체육관 (청원구 율량동)
- 충청대학교 컨벤션센터 (흥덕구 강내면)

### 체육 시설
- 청주종합경기장 (서원구 사직동)
  - 청주야구장
  - 청주체육관
  - 청주실내수영장 (서원구 사직동)
  - 올림픽 국민생활관 (서원구 사직동)
  - 롤러스케이트장 (서원구 사직동)
- 남궁유도회관 (서원구 사직동)
- 충북스포츠센터 (서원구 사직동)
- 충청북도곰두리체육관 (청원구 사천동)
- 푸르미스포츠센터 (흥덕구 휴암동)
- 김수녕양궁장 (상당구 용정동)
- 용정축구공원 (상당구 용정동)
- 청주배드민턴ㆍ태권도체육관 (서원구 사직동)
- 청원공설운동장 (청원구 내수읍)
- 청주흥덕지구축구공원 (흥덕구 휴암동)

## 문화재
- 청주 용두사지 철당간 (국보 제41호)
- 계유명전씨아미타불비상 (국보 제106호)
- 청주 용화사 석조불상군 (보물 제985호)
- 청주 운천동 출토 동종 (보물 제1167호)
- 청주 상당산성 (사적 제212호)
- 청주 흥덕사지 (사적 제315호)
- 청주 신봉동 고분군 (사적 제319호)
- 청주 정북동 토성 (사적 제415호)
- 청주 계산리 5층석탑 (보물511호)
- 청주 안심사 대웅전 (보물664호)
- 청주 안심사 영산회괘불탱 (국보297호)
- 청주 보살사 영산회괘불탱 (보물1258호)

## 관광지
- 청남대

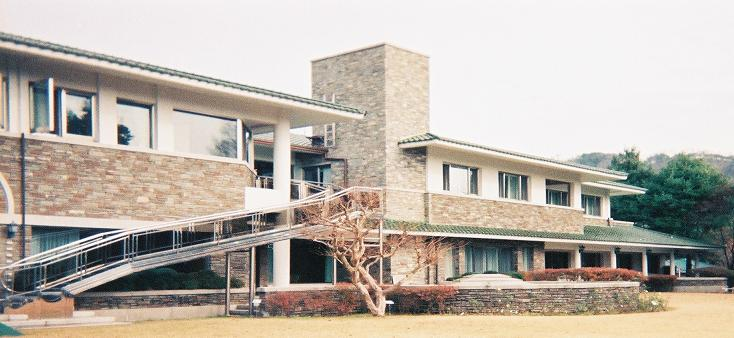
청남대(前 대통령 별장)

청남대는 1983년에 전두환 전 대통령의 별장으로 건립하여 2003년에 故 노무현 전 대통령이 일반에 반환할 때까지 20년간 대한민국 대통령의 별장으로 사용된 곳이다. 상당구 문의면 신대리에 있다.
- 성안길

일제강점기에는 본정이라 불리며 철도가 지나다니는 곳이었지만 현재는 청주읍성 내부의 길이라 해서 성안길 이라고 불린다. CGV와 롯데시네마 등 영화관이 있으며 홈플러스 등 대형마트가 있다.
- 수암골

상당구 수동에 위치해있다. 한국전쟁 당시 피난민들이 집을 짓고 위치한 산동네로 뒤에는 우암산이 있는데 그 곳에는 수암골 전망대가 있어 시내를 한눈에 볼 수 있다. 전망대를 타고 내려가면 청주대 학생을 비롯한 예술인들이 만든 벽화거리가 있는데 굉장히 친근하고 아름다운 모습을 선사한다.
- 문의 문화재 단지

상당구 문의면 문산리에 있다. 대청댐 건설로 수몰된 마을을 기리기 위해 청주시 내 각종 문화재들을 수집 전시하였으며, 옛 전통 마을의 모습을 복원하여 역사 학습, 전통 문화 학습의 장소로 활용할 수 있다.
- 대청호미술관

문의문화재단지 내에 있는 미술관이다.
- 초정약수

근처에 초정약수 스파텔이 있다. 청원구 내수읍 초정리에 있다. 매년 초정 약수 축제가 열린다.
- 운보의 집

운보 김기창 화백이 생활했던 전통 가옥을 중심으로 운보 미술관과 야외 수석 공원, 연못, 정자 등이 있다. 운보 김기창의 미술품 관람과 더불어 자연을 함께 체험할 수 있다. 내수읍 형동리에 있다.
- 상수허브랜드

허브(herb)를 주제로 하여 2만여 평의 대지에 허브전시장, 온실정원, 식당 등을 조성하였다. 서원구 남이면 부용외천리에 있다.
근로자에게 지급하여야 할 임금 83,258,320원을 체불하여 고용노동부 홈페이지에 임금체불사업주로 공개되기에 이르렀다.
- 우암산
- 무심천
- 가로수길
- 상당산성
- 용두사지 철당간
- 명암유원지
- 청주동물원
- 육거리시장
- 청주국제공예비엔날레

## 교통

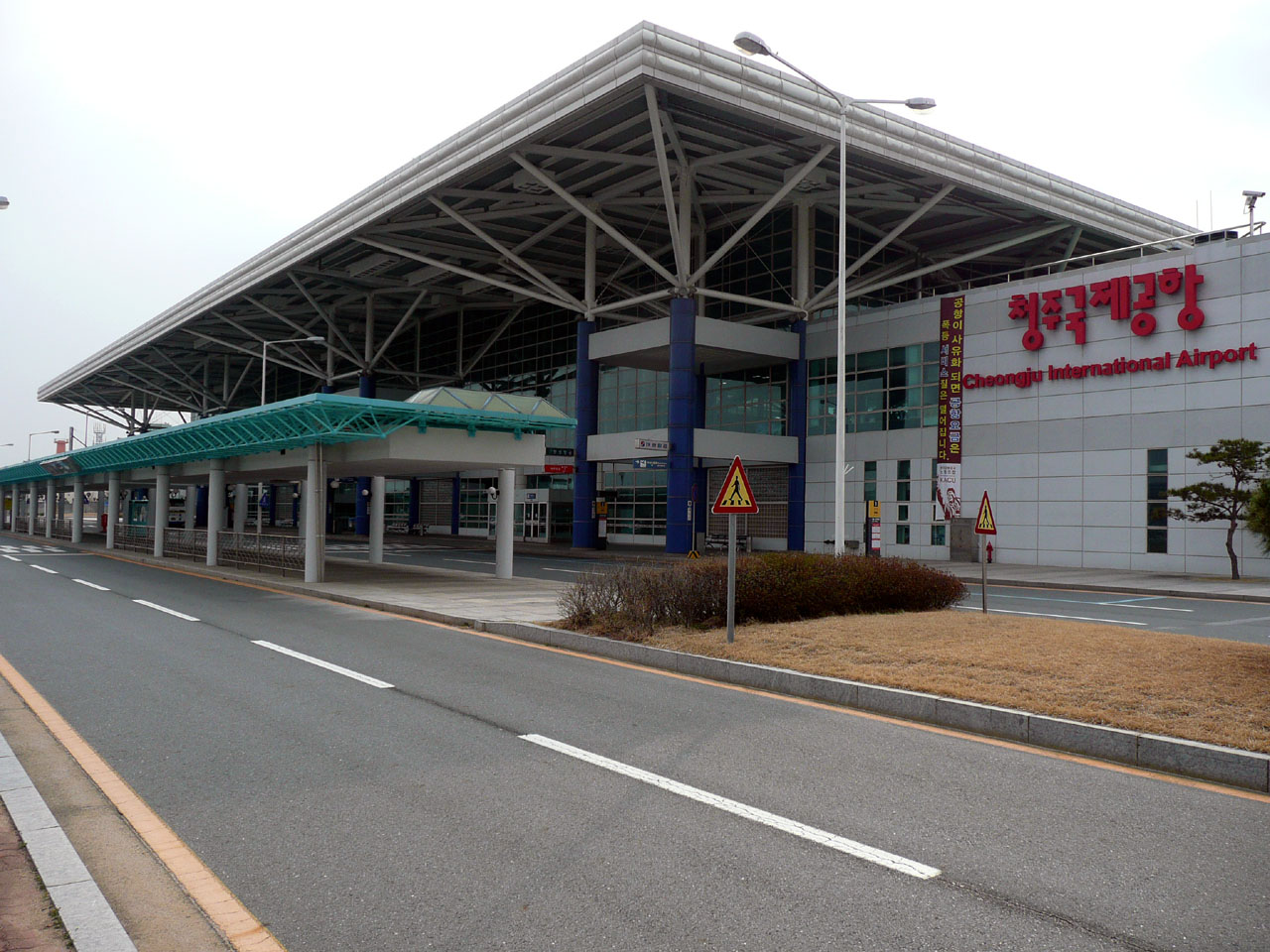
청주국제공항

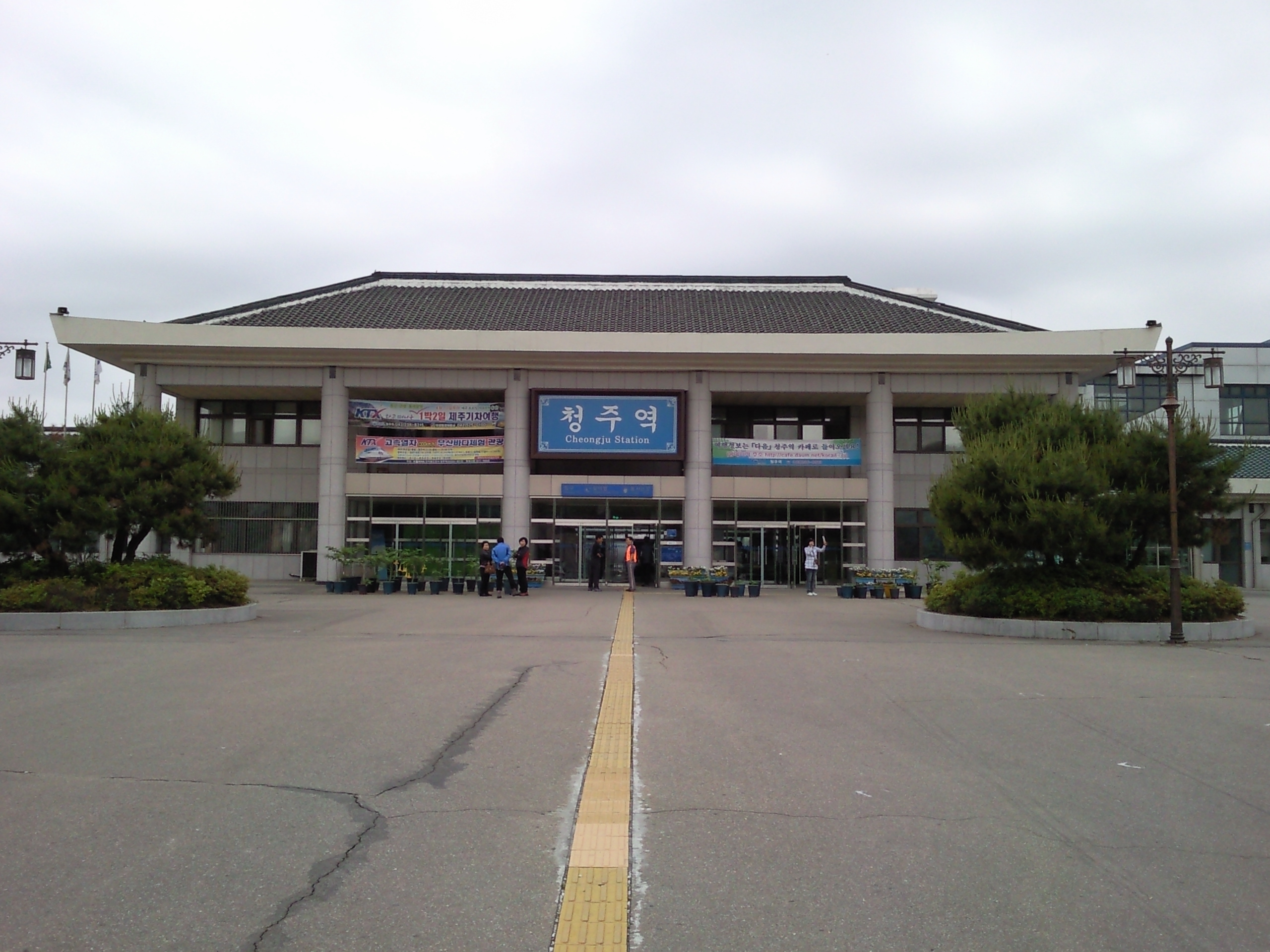
청주역

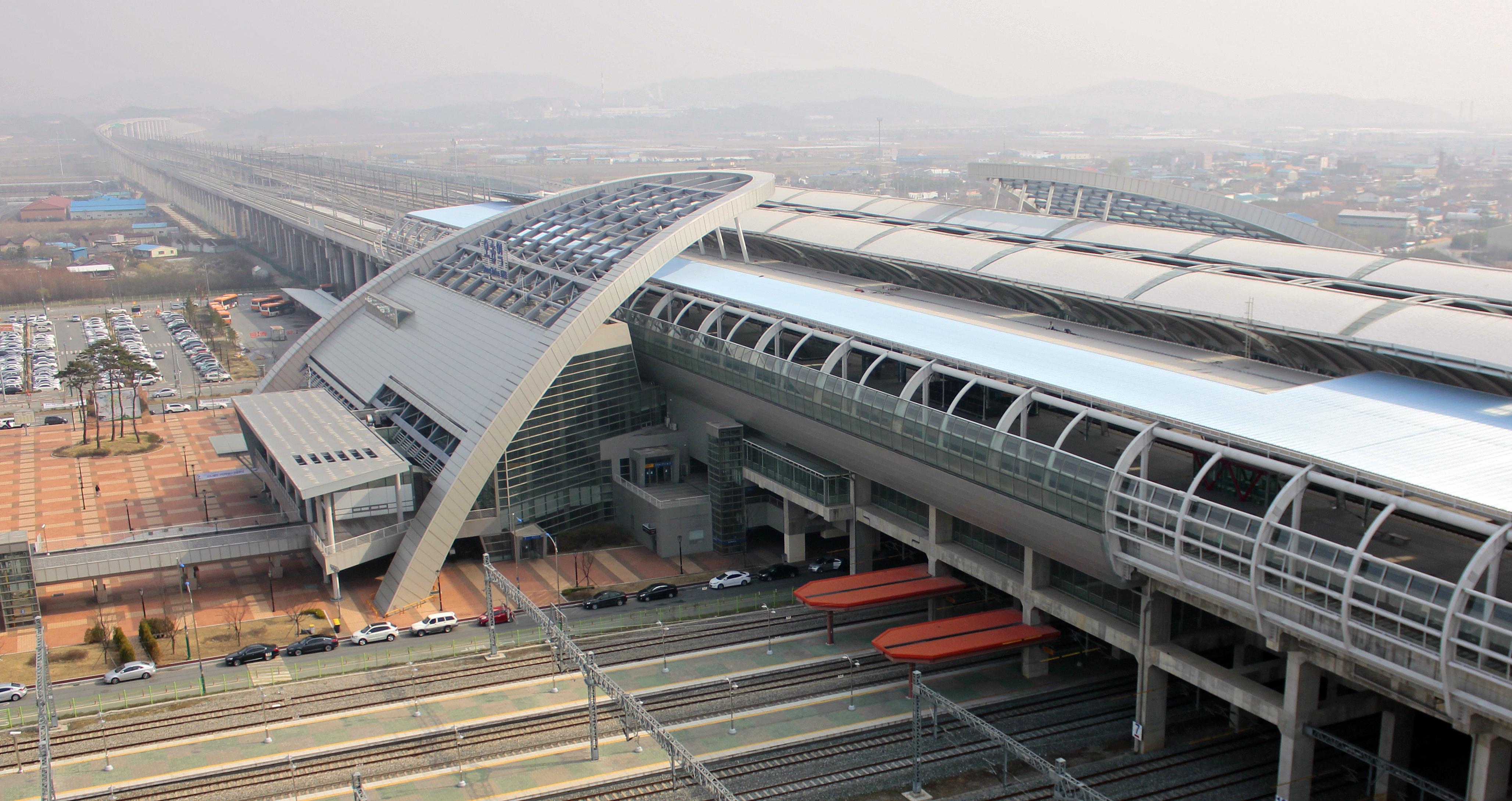
오송역

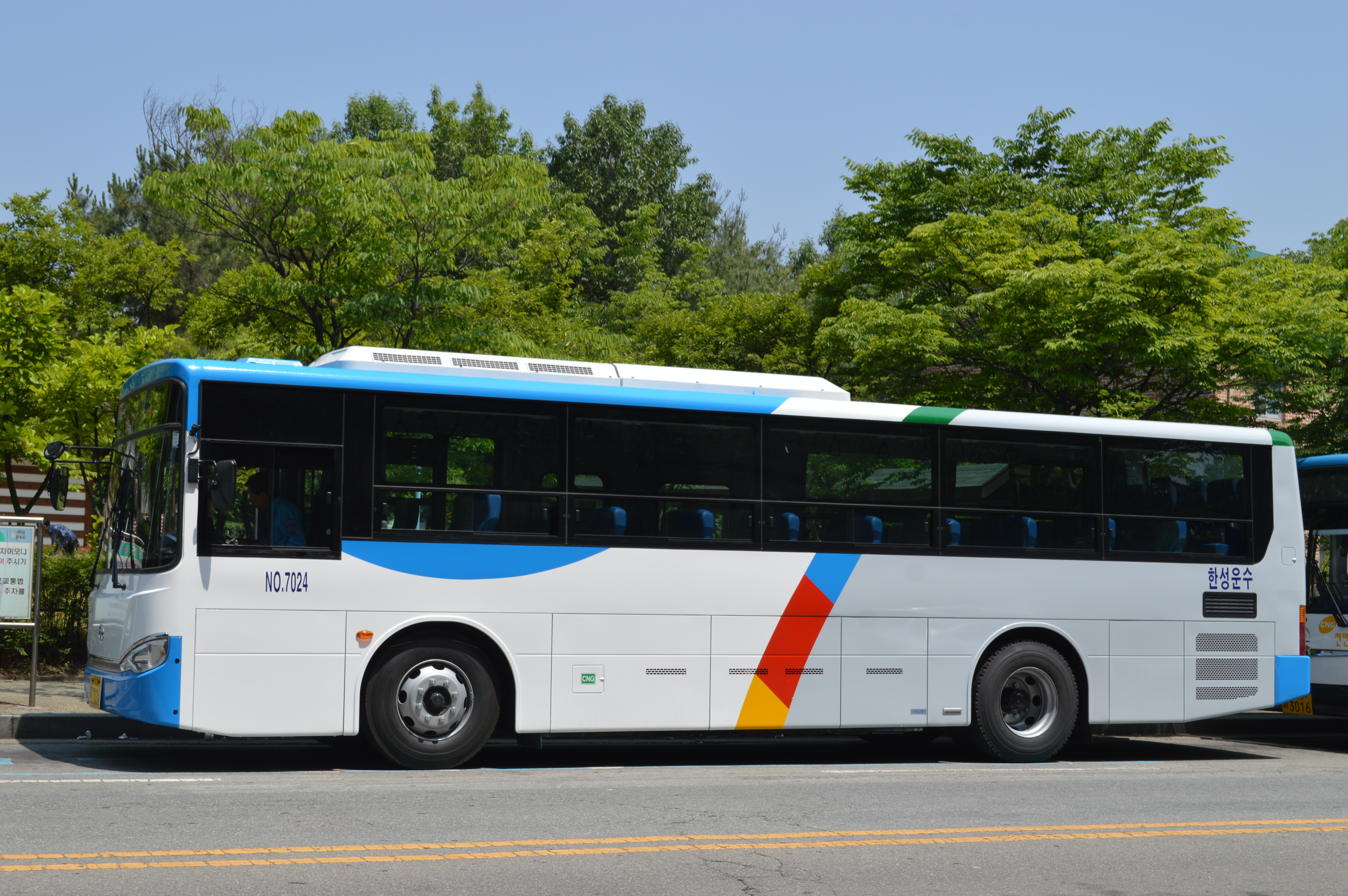
청주시내버스

### 항공
청원구 내수읍에 청주국제공항이 있다.

### 철도
모든 역은 충북선의 역으로, 오송역, 청주역, 오근장역, 청주공항역, 내수역이 있다. 이 중 내수역은 내수읍에 위치해 있으나, 철도 이용 수요가 적어 폐쇄되어 현재는 무정차간이역으로 전락하였다.
흥덕구 오송읍에 있는 오송역은 경부고속철도와 호남고속철도가 분기하고, 충북선 철도와 교차하는 청주에서 가장 큰 역이지만 도심에서 멀리 떨어져있다.
| 경부고속선, 대전북연결선, 호남고속선 | 천안아산역 ↔ 오송역 ↔ 대전역(경부고속선)/공주역(호남고속선) |

| 충북선 | 조치원역 ↔ 오송역 ↔ 청주역 ↔ 오근장역 ↔ 청주공항역 ↔ 내수역↔ 증평역 |

### 도로
중부고속도로 서청주 나들목과 오창 나들목, 증평 나들목이 청주시에 위치해 있고, 경부고속도로 옥산 나들목과 청주 나들목, 그리고 남청주 나들목이 지나며, 서산영덕고속도로 문의청남대 나들목, 당진청주고속도로가 있다. 국도 제17호선, 국도 제25호선, 국도 제36호선이 연결되어 있다. 도시 내부에는 1순환로, 2순환로를 비롯한 주요 도로들이 있다.
| 1 · 경부고속도로      | 신탄진 나들목 ↔ 남청주 나들목 ↔ 청주 분기점 ↔ 남이 분기점 ↔ 청주 나들목 ↔ 옥산 나들목 ↔ 옥산 분기점 ↔ 목천 나들목 |
| 30 · 서산영덕고속도로 | 신탄진 나들목 ↔ 남청주 나들목 ↔ 청주 분기점 ↔ 문의청남대 나들목 ↔ 회인 나들목                                     |
| 32 · 당진청주고속도로 | 목천 나들목 ↔ 옥산 분기점 ↔ 서오창 나들목 ↔ 오창 분기점                                                           |
| 35 · 중부고속도로     | 남이 분기점 ↔ 서청주 나들목 ↔ 오창 나들목 ↔ 오창 분기점 ↔ 증평 나들목 ↔ 진천 나들목                               |

| 일반 도로 | 일반 도로                        | 일반 도로 | 일반 도로                                        | 일반 도로 | 일반 도로            | 일반 도로 | 일반 도로                | 일반 도로 | 일반 도로                                     |
| --------- | -------------------------------- | --------- | ------------------------------------------------ | --------- | -------------------- | --------- | ------------------------ | --------- | --------------------------------------------- |
| 1         | 세종로                           | 17        | 청남로, 상당로, 공항로                           | 19        | 단재로, 남부로       | 25        | 보청대로, 단재로, 상당로 | 36        | 가로수로, 사직대로, 상당로, 충청대로, 1순환로 |
| 32        | 단재로, 대청호반로, 미천고은로   | 96        | 청남로                                           | 508       | 오송가락로, 중부로   | 509       | 희남문의로               |           |                                               |
| 511       | 신대석성로, 미원초정로           | 512       | 산성로, 용담로, 남사로, 무심동로, 모충로, 서부로 | 540       | 오창대로, 팔결신대로 | 591       | 청연로                   |           |                                               |
| 596       | 청주역로, 오산가좌로, 두릉유리로 |           |                                                  |           |                      |           |                          |           |                                               |

### 고속·시외버스
| 청주고속버스터미널 | 고속 버스 운행 (가경동) | 청주여객터미널 | 시외 버스 운행 (가경동) |

## 주요 기관

### 사법·행정기관
- 충청북도청 (상당구 문화동)
- 대전고등법원 청주원외재판부, 청주지방법원 (서원구 산남동)
- 대전고등검찰청 청주지부, 청주지방검찰청 (서원구 산남동)
- 대전지방국세청 청주세무서, 동청주세무서 (상당구 상당로), (청원구 율량동)
- 충청북도교육청 (서원구 산남동)
- 충북지방조달청 (흥덕구 복대동)
- 충북지방병무청 (서원구 사직동)
- 대전지방고용노동청 청주지청 (서원구 분평동)
- 대전지방보훈청 청주지청 (서원구 분평동)
- 대전지방기상청 청주기상대 (흥덕구 복대동)
- 충청지방통계청 청주사무소 (흥덕구 봉명동)
- 국립농산물품질관리원 충북지원 (흥덕구 봉명동)
- 충청북도선거관리위원회 (흥덕구 비하동)
- 국민권익위원회 청렴연수원 (서원구 수곡동)
- 청주교도소, 청주여자교도소 (서원구 미평동)
- 청주우편집중국 (서원구 수곡동)

### 경찰·소방기관
- 경찰
  - 충청북도경찰청
    - 청주흥덕경찰서
    - 청주상당경찰서
    - 청주청원경찰서
    - 청주서원경찰서(신설 예정)[29]

- 소방
  - 충청북도 소방본부
    - 청주동부소방서
    - 청주서부소방서

### 언론기관
- 방송사
  - KBS청주방송총국 (서원구 성화동)
  - MBC충북
    - MBC충북 청주방송국 (흥덕구 가경동)

  - CJB 청주방송 (서원구 사직동)
  - BBS 청주불교방송 (상당구 용암동)
  - 충북CBS (서원구 수곡동)
  - YTN 청주지국 (서원구 분평동)
  - HCN 충북방송 (상당구 지북동)
- 신문사
  - 충청타임즈 (흥덕구 복대동)
  - 동양일보 (청원구 율량동)
  - 충북경제신문 (흥덕구 가경동)
  - 충청리뷰 (상당구 수동)
  - 충청일보 (흥덕구 운천동)
  - 충청투데이 (상당구 북문로3가)
  - 충청매일 (흥덕구 운천동)
  - 충북일보 (흥덕구 운천동)
  - 중부매일 (흥덕구 신봉동)

### 의료기관
청주에는 2013년 기준 약 780개의 의료기관이 있다. 청주시에 위치한 상급종합병원, 종합병원, 대학부속병원 등에 해당하는 주요 의료기관은 다음과 같다.
- 충북대학교병원[상급] (서원구 개신동)
- 청주의료원 (서원구 사직동)
- 하나병원 (흥덕구 가경동)
- 한국병원 (상당구 영운동)
- 효성병원 (상당구 금천동)
- 청주성모병원 (청원구 주중동)
- 청주현대병원 (흥덕구 비하동)
- 오창중앙병원 (청원구 오창읍)

## 스포츠

### 야구
- KBO 리그의 한화 이글스의 제 2홈구장인 청주야구장이 있다.

### 농구
- 한국여자프로농구의 청주 KB국민은행 스타즈의 연고지이다. SK 나이츠는 창단 이후 2001년까지 연고지로 쓰다가 서울로 연고를 이전하였다.

### 축구
- K리그2의 충북 청주 FC

### 핸드볼
- 핸드볼 코리아 리그의 SK 호크스

### 풋살
- FK리그의 청주팔라시오FS

## 성씨
- 청주 한씨 (淸州 韓氏)
- 청주 곽씨 (淸州 郭氏)
- 청주 경씨 (淸州 慶氏)
- 청주 이씨 (淸州 李氏)
- 청주 근씨 (淸州 斤氏)
- 청주 양씨 (淸州 陽氏)
- 청주 정씨 (淸州 鄭氏)
- 청주 김씨 (淸州 金氏)
- 청주 궉씨 (淸州 鴌氏)
- 청주 고씨 (淸州 高氏)
- 청주 동방씨 (淸州 東方氏)
- 청주 윤씨 (淸州 尹氏)
- 청주 최씨 (淸州 崔氏)
- 청주 장씨 (淸州 張氏)

## 사건
- 우암상가아파트 붕괴 사고
- 청주 중학생 모친 살인사건
- 청주 여중 머리 고데기 사건
- 오송읍 지하차로 침수 사고

## 같이 보기
- 청원군
- 광명역

## 자매 도시
| 지역 & 국가  | 도시            | 도시      |
| ------------ | --------------- | --------- |
| 대한민국     | 서울특별시      | 용산구    |
| 대한민국     | 전라남도        | 목포시    |
| 미국         | 워싱턴주        | 벨링헴    |
| 아랍에미리트 | 아부다비 토후국 | 아부다비  |
| 에콰도르     | 피친차주        | 키토      |
| 일본         | 돗토리현        | 돗토리시  |
| 일본         | 야마나시현      | 고후시    |
|              |                 |           |
| 캐나다       | 온타리오주      | 오타와 시 |